# 311231 Anuradhapura
311231 Anuradhapura è un asteroide della fascia principale. Scoperto nel 2005, presenta un'orbita caratterizzata da un semiasse maggiore pari a 2,3326978 UA e da un'eccentricità di 0,0961315, inclinata di 3,50918° rispetto all'eclittica.